# یندژخوویتسه (شهرستان زگوژلتس)
یندژخوویتسه (به لاتین: Jędrzychowice) یک روستا در لهستان است که در گمینا زگوژلتس واقع شده‌است. یندژخوویتسه ۶۷۹ نفر جمعیت دارد.